# Musée Pierre-Fauchard
Musée Pierre-Fauchard (Muzeum Pierra Faucharda) bylo muzeum v Paříži. Nacházelo se v 16. obvodu v ulici Rue Émile-Ménier. Muzeum se specializovalo na dějiny stomatologie.

## Historie
Muzeum bylo založeno v roce 1879 pod názvem musée d'art dentaire (muzeum dentálního umění) a v roce 1937 bylo pojmenováno podle francouzského chirurga Pierra Faucharda (1678-1761), zakladatele moderní stomatologie. Muzeum shromažďovalo předměty se vztahem k dějinám zubního lékařství jako obrazy, nábytek, přístroje a staré lékařské knihy. Sbírka byla v roce 2001 předána nemocniční instituci Assistance publique – Hôpitaux de Paris a muzeum bylo definitivně uzavřeno v roce 2003 sloučením s musée de l'Assistance publique. V roce 2004 od Assistance publique – Hôpitaux de Paris převzala bývalé muzeujní sbírky Bibliothèque interuniversitaire santé a část z nich je zpřístupněna přes internet.